# Liverpool Street station
Liverpool Street station (alternativt: London Liverpool Street) är en järnvägsstation i centrala London. Tåg avgår till bland annat Cambridge, Norwich, Harwich samt London Stansted Airport via Stansted Express.  Tåg till Liverpool avgår dock normalt från Euston station. Tågoperatören National Express East Anglia har den som sin huvudstation. London Overground ansluter samt från 2022 även underjordiska pendeltågslinjen Elizabeth line. Idag har järnvägsstationen 19 spår, 17 i ytläge samt 2 underjordiska spår för Elizabeth line.   Det är en av de mest använda stationerna i Storbritannien efter Waterloo och Victoria med 123 miljoner besökare varje år. Liverpool Street är en av de sjutton stationer som drivs av Network Rail. Stationen ligger i Travelcard zon 1. 

## Tunnelbana
Till stationen hör också en tunnelbanestation som öppnade 1875 där dagens Circle line, Hammersmith & City line och Metropolitan line trafikerar. 1912 tillkom en station för Central line. 

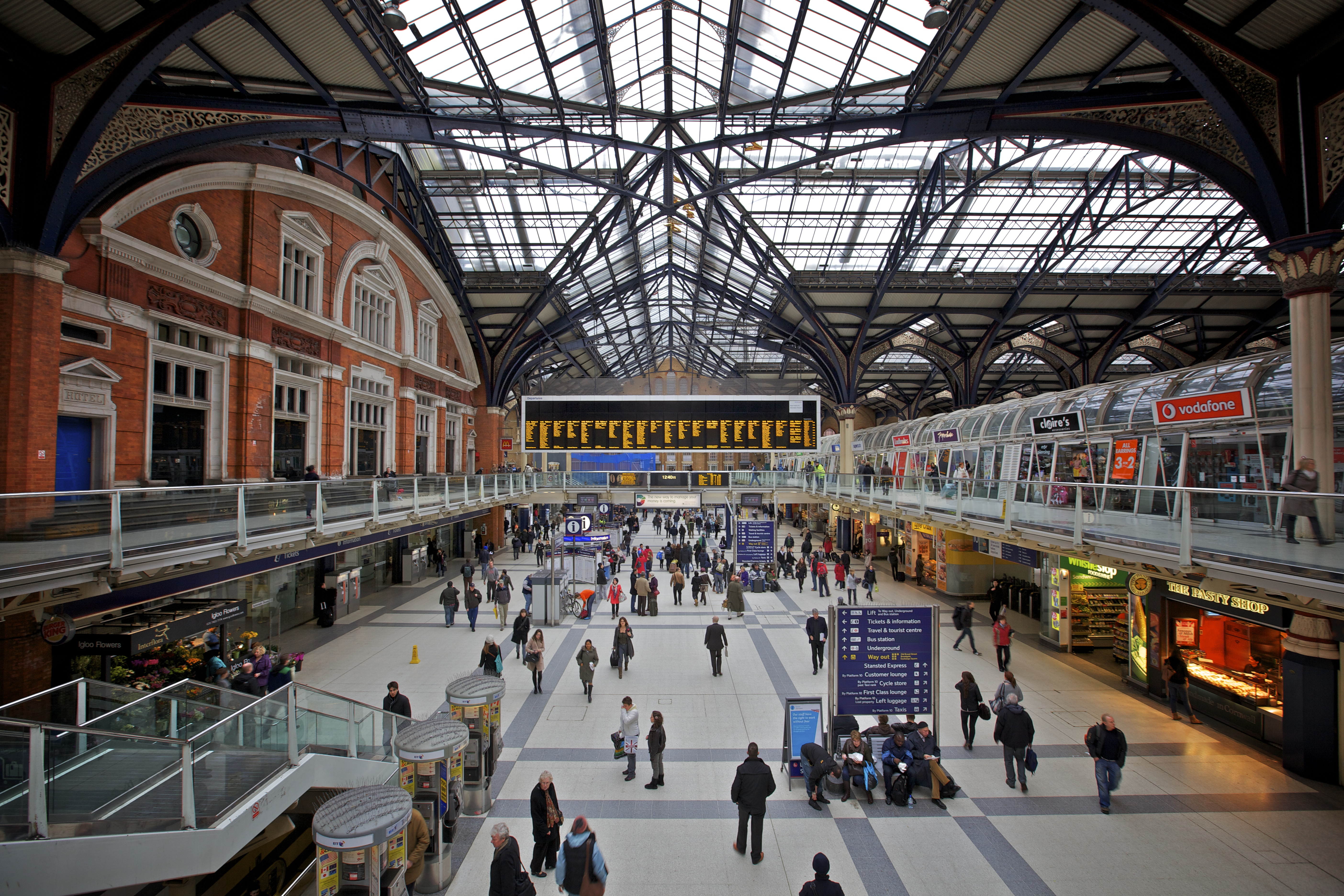
Liverpool Street station insidan.
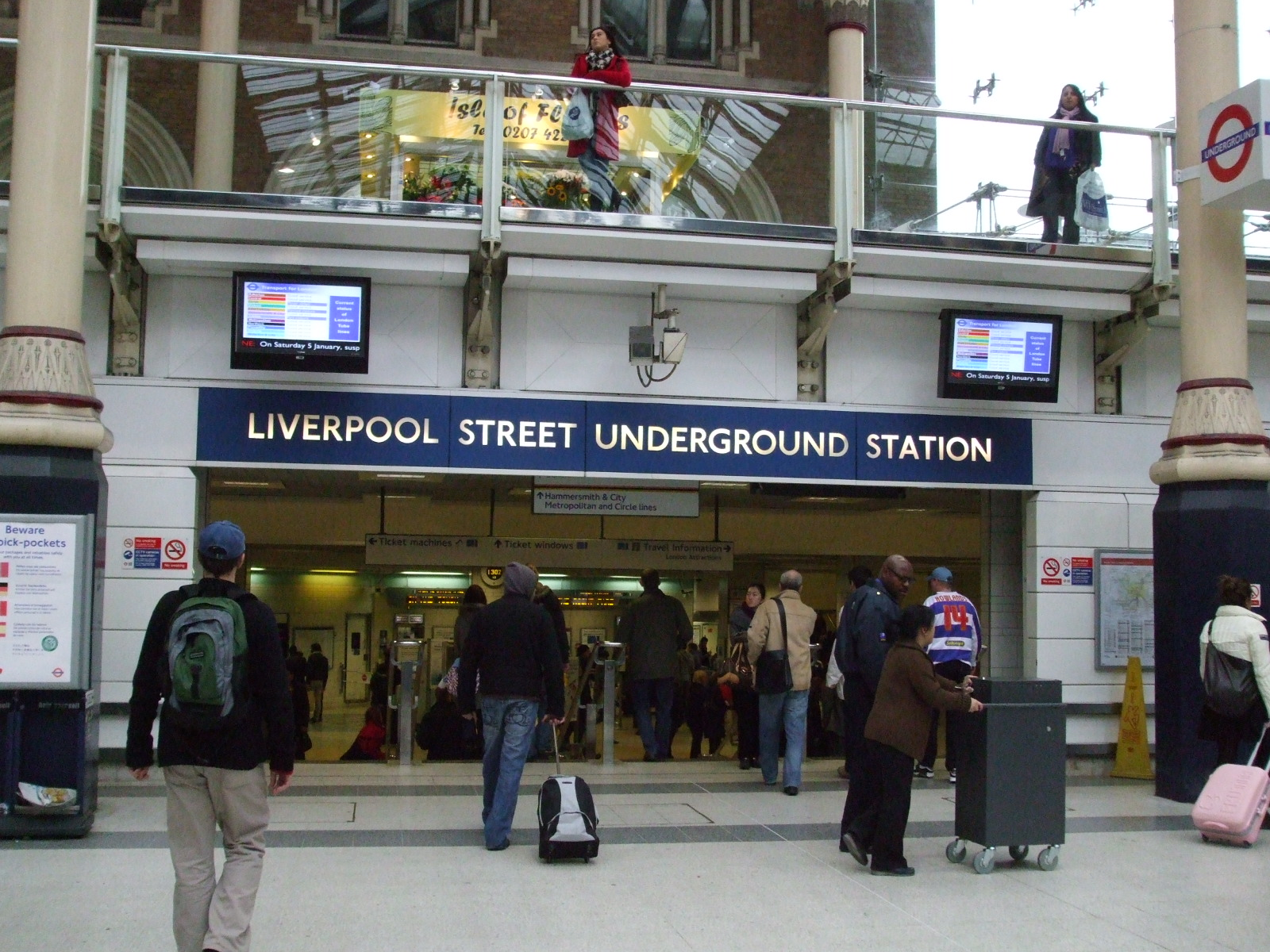
Entré till Underground från centralhallen.
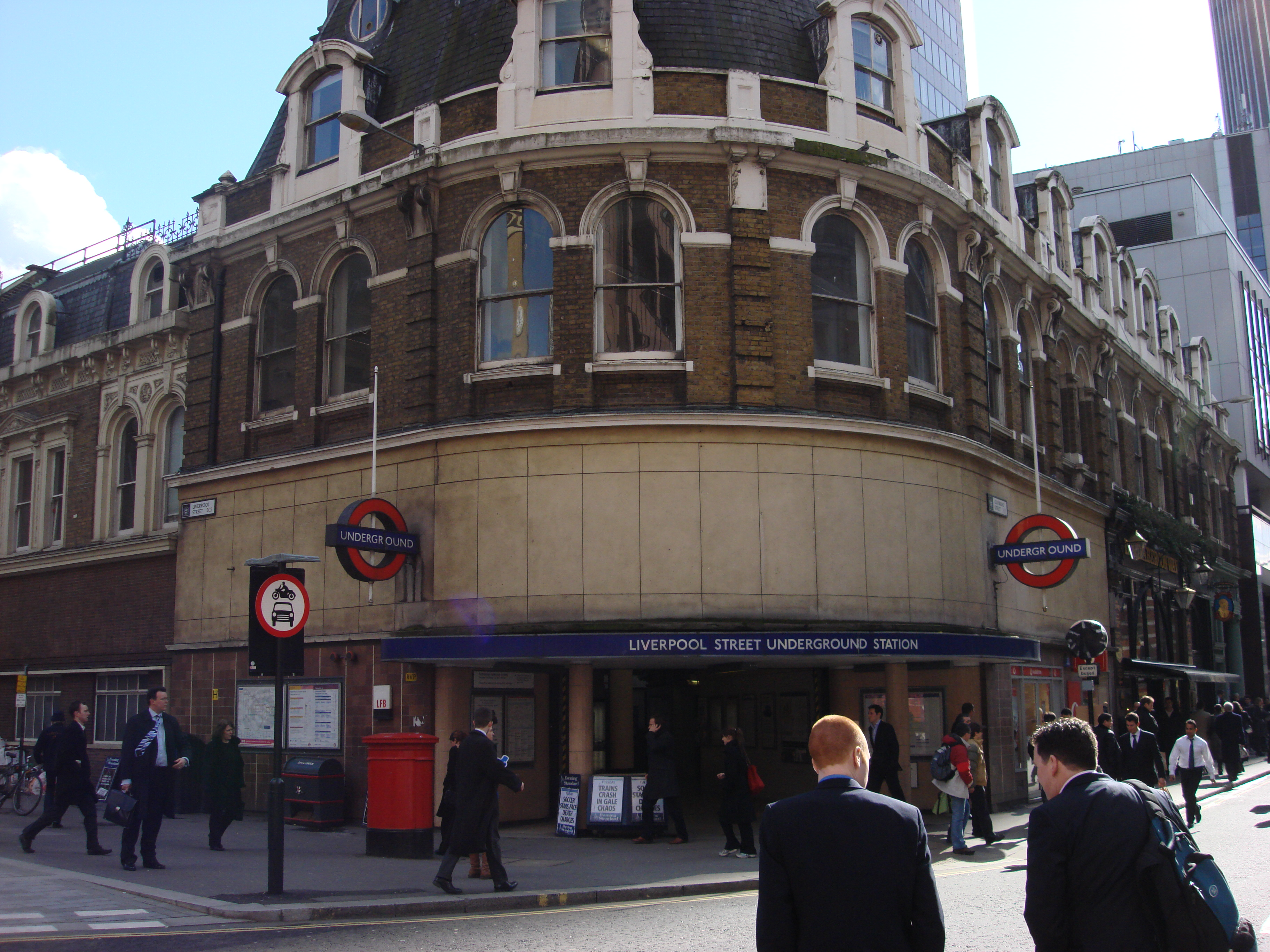
Entré till Underground från gatan.
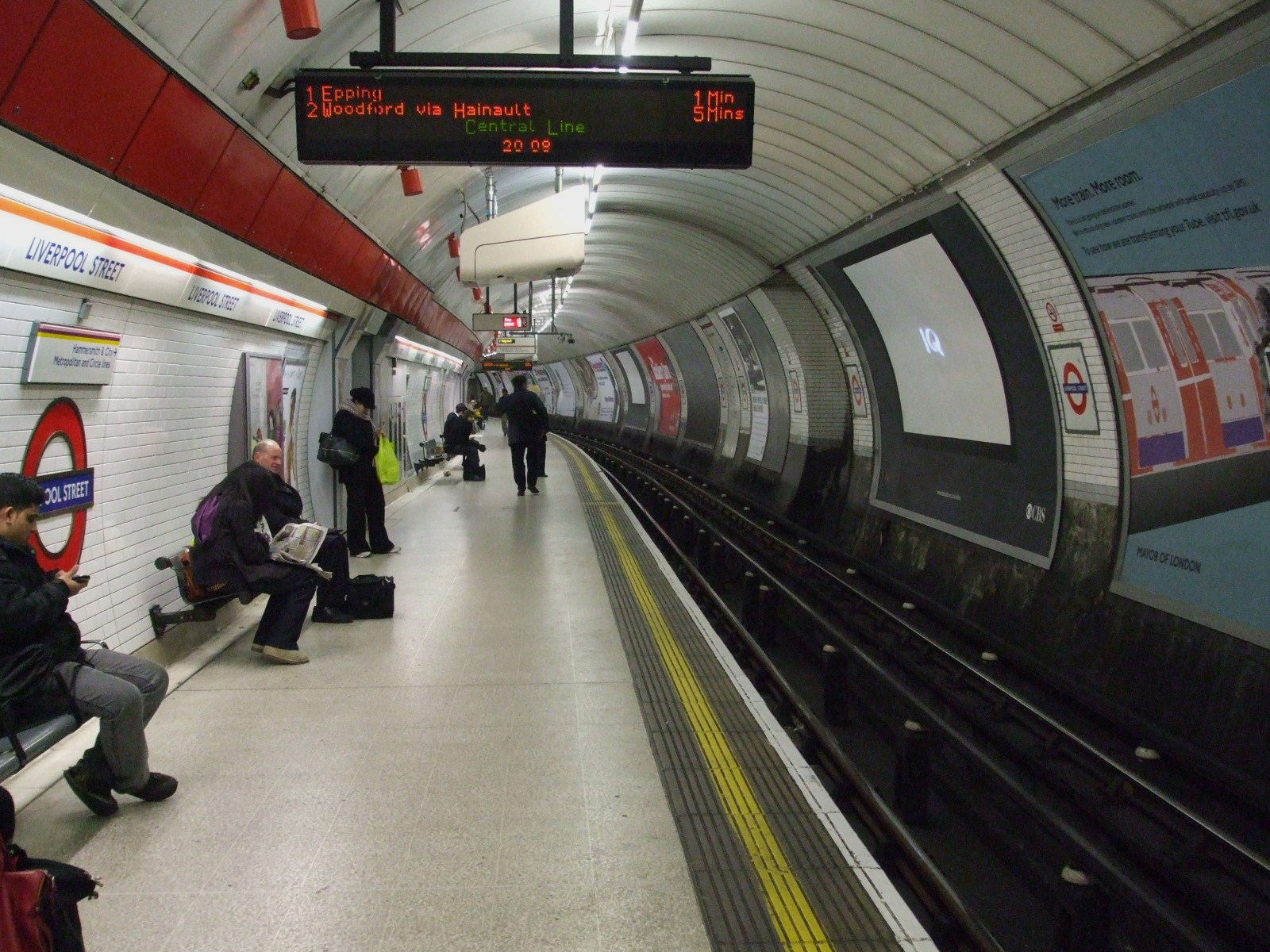
Central Line, station från 1912.
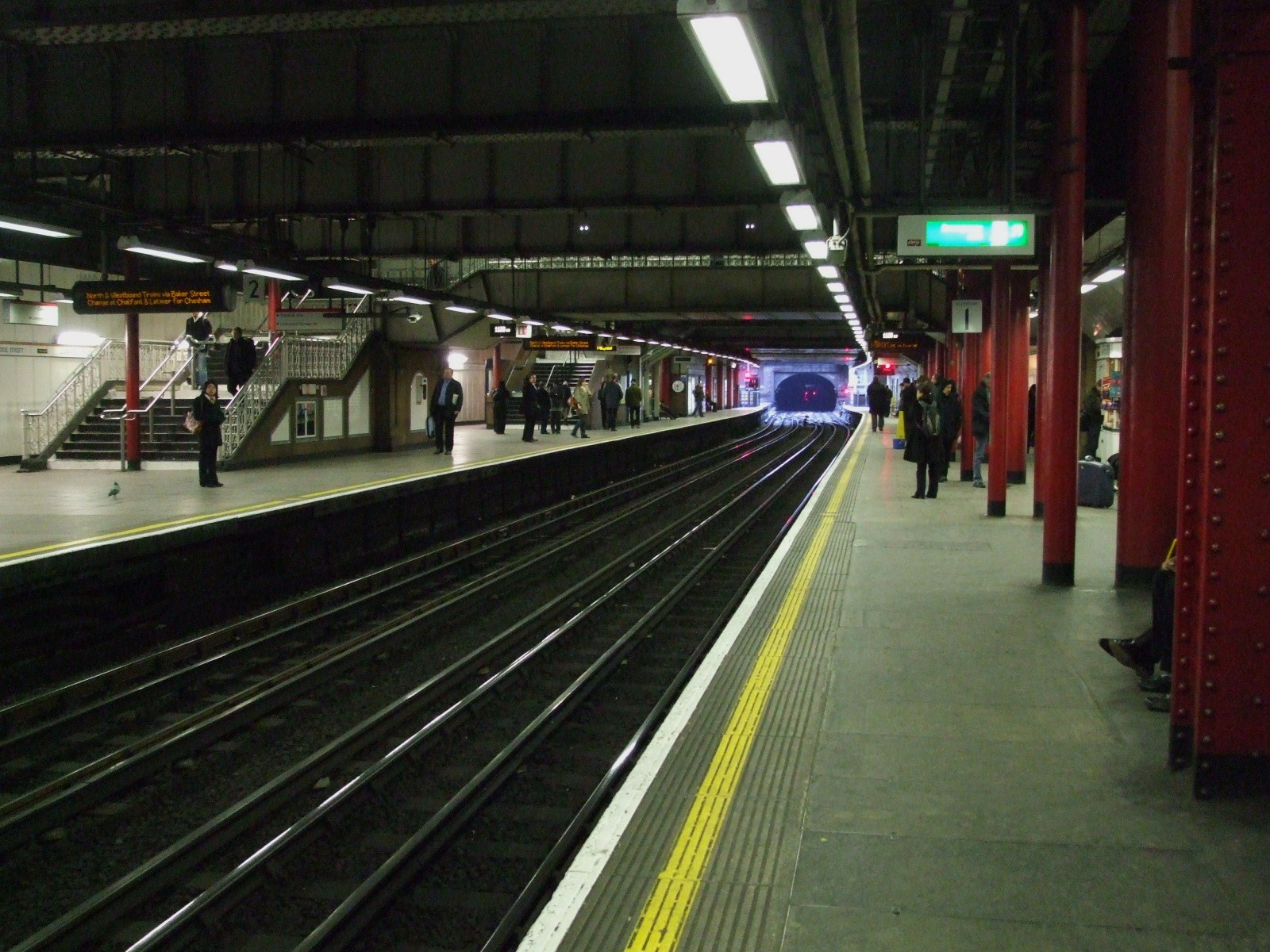
Circle Line, Hammersmith & City line, Metropolitan line, station från 1875.
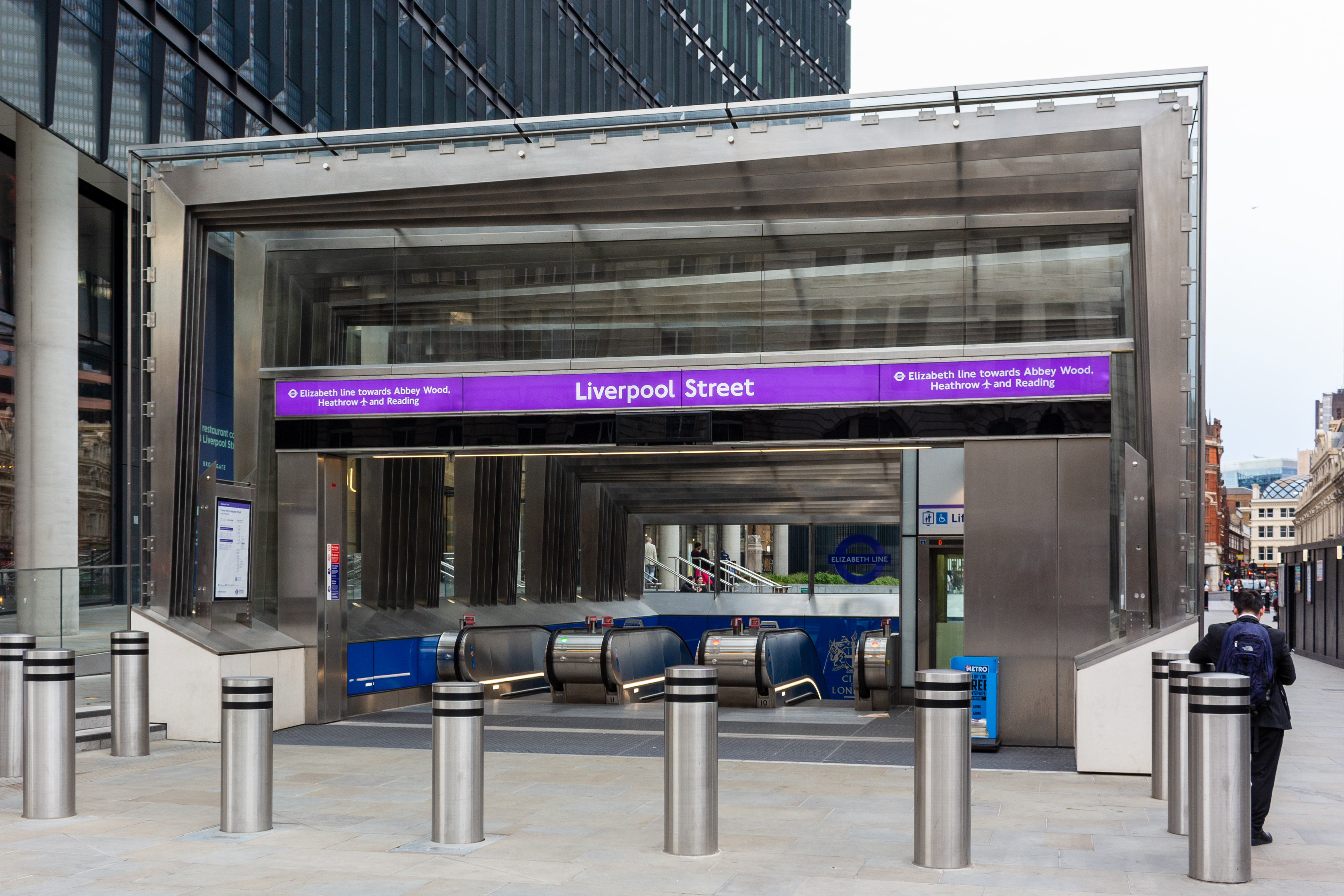
Entré till Elizabeth line.
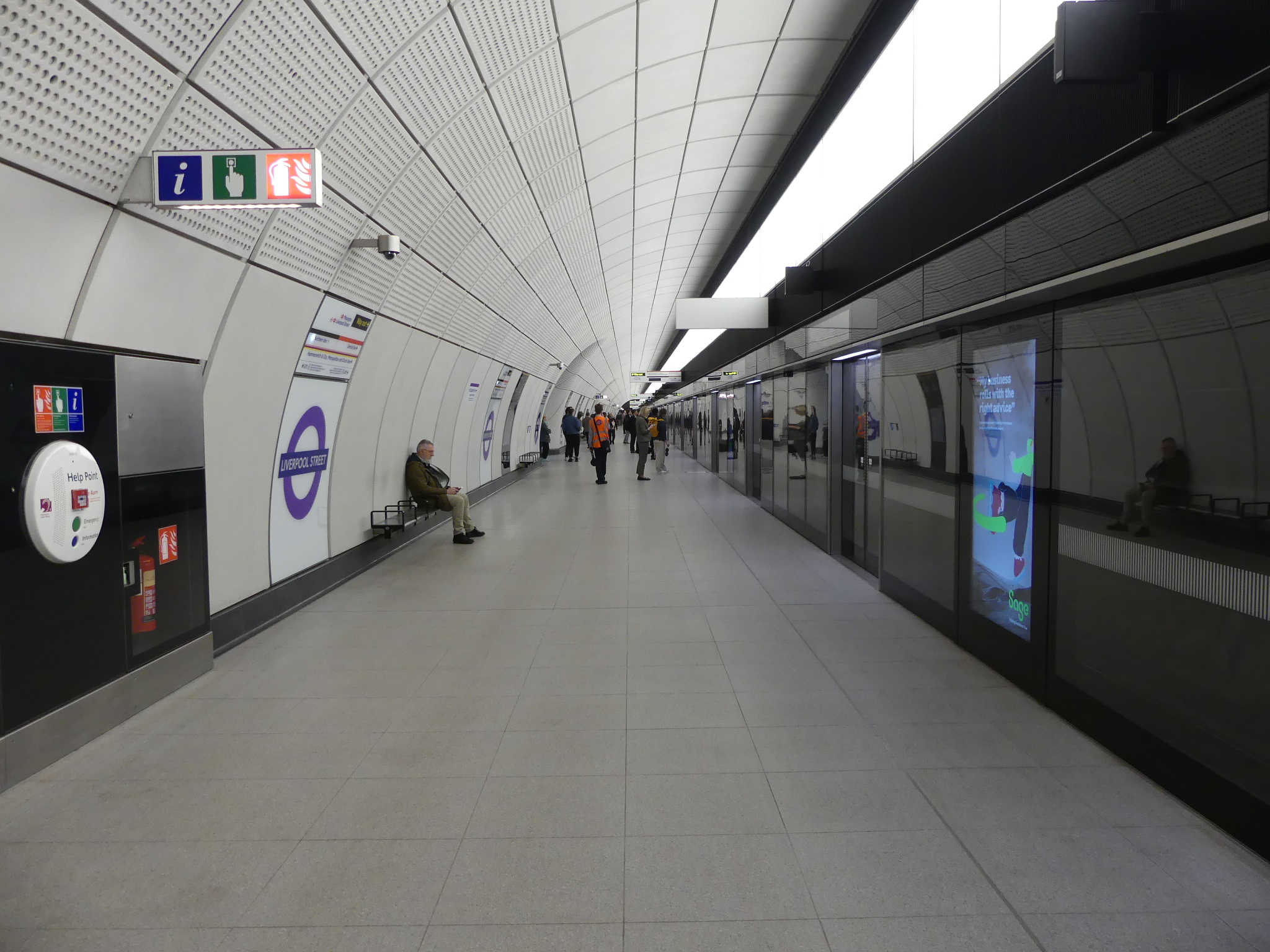
Elizabeth line.